# Храми Дніпра
Хра́ми Дніпра — перелік храмів та релігійних установ міста Дніпро. Найбільшою групою з них є християнські конфесії. Православ'я представлене Православною церквою України. Католицизм представлений Українська греко-католицька церква та Римо-католицька церква в Україні. 
В місті є багато протестантських церков, а також лютеранська кірха. Другою релігійною групою є юдаїзм, а третьою іслам.
Також є Вірменська апостольська церква.

## Християнство

### Православна церква України
| Назва                                                       | Зображення | Адреса                                                                    | Дата спорудження                 | Архітектор   | Стиль | Примітки |
| ----------------------------------------------------------- | ---------- | ------------------------------------------------------------------------- | -------------------------------- | ------------ | ----- | -------- |
| Єпархіальний храм ікони Божої Матері «Несподівана Радість»  |            | вул. Січових Стрільців, 3-А                                               |                                  |              |       |          |
| Храм Преподобних Антонія і Феодосія                         |            | вул. Івана Огієнка, 36                                                    | 1997 р.                          |              |       |          |
| Храм Різдва Пресвятої Богородиці                            |            | Заводська Набережна, 92-Б                                                 | 13 вересня 2012 - 30 грудня 2012 | Аверін С. В. |       |          |
| Свято-Духівський храм                                       |            | просп. Металургів, 43                                                     | 15 червня 1994                   |              |       |          |
| Семінарський храм Святих Петра і Павла                      |            | просп. Свободи, 89                                                        | 12 липня 1998                    |              |       |          |
| Храм Святих Мучениць Віри, Надії, Любові та їх матері Софії |            | вул. Марії Лисиченко, 2-Д                                                 | 7 липня 1997                     |              |       |          |
| Храм всіх Святих землі Української, що просіяли             |            | вул. Янтарна, 73-Б/2                                                      |                                  |              |       |          |
| Храм Святителя Арсенія (Мацієвича)                          |            | вул. Незламна, 375                                                        |                                  |              |       |          |
| Свято-Георгіївський домовий храм                            |            | вул. Моторна, 139                                                         |                                  |              |       |          |
| Свято-Іллінський храм                                       |            | вул. Моторна, 204-В                                                       |                                  |              |       |          |
| Храм Святого архистратига Божого Михаїла                    |            | с. Чаплі, вул. Чаплинська, 294 (цвинтар)                                  |                                  |              |       |          |
| Храм преподобного Серафима Саровського                      |            | вул. Холодильна, 60-В (Центральна районна лікарня)                        |                                  |              |       |          |
| Храм Святого Іоанна Хрестителя                              |            | вул. Перемоги, 113-Б (міська лікарня № 15)                                |                                  |              |       |          |
| Храм Благовіщення Пресвятої Богородиці                      |            | Діївка, вул. Академіка Задонцева, 1-(Є)                                   |                                  |              |       |          |
| Храм Святої рівноапостольної княгині Ольги                  |            | вул. Данила Галицького, 31                                                |                                  |              |       |          |
| Храм Святого Духа                                           |            | вул. Зеленогірська, 1                                                     |                                  |              |       |          |

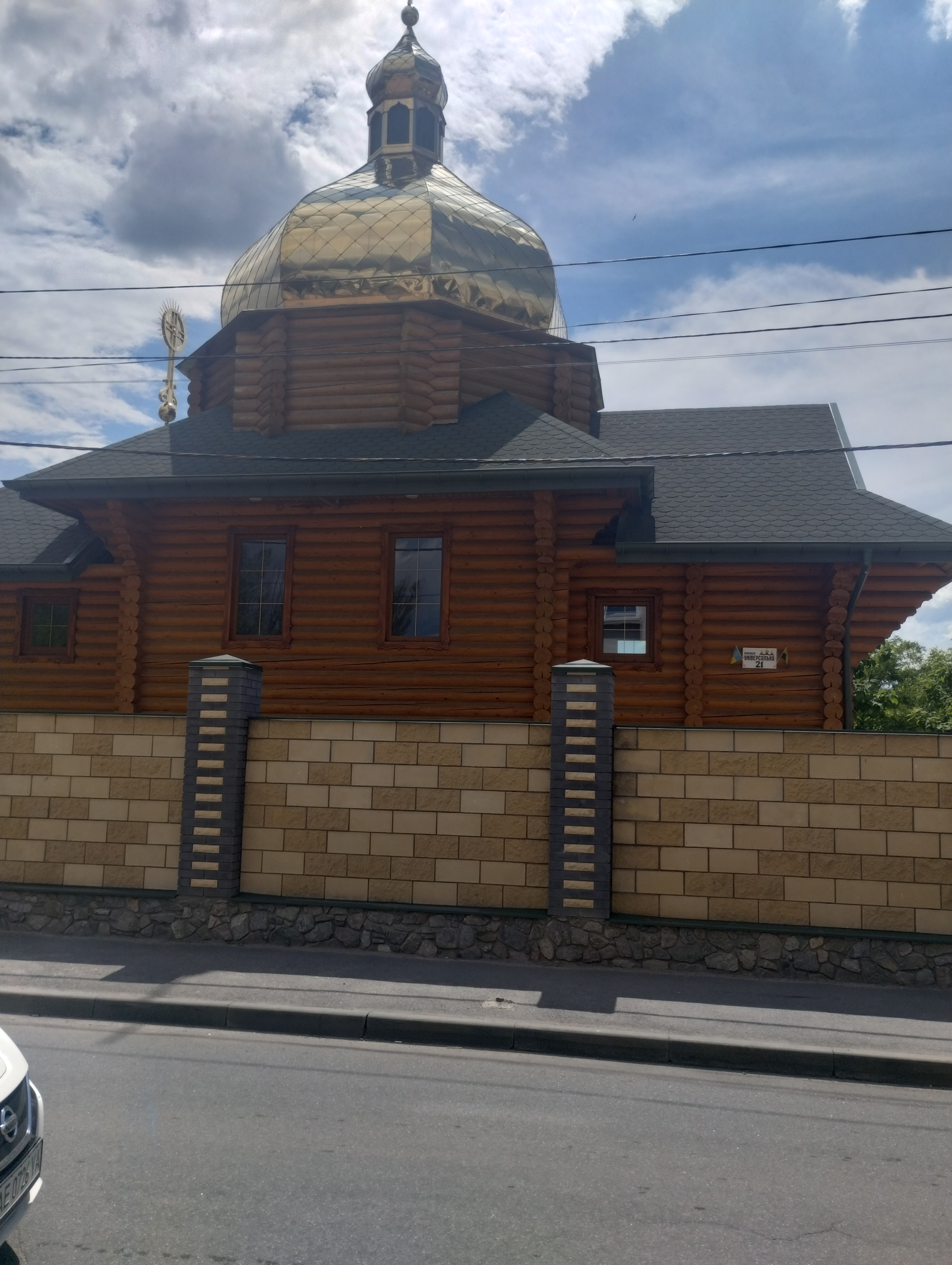
Храм ікони Божої Матері "Скоропослушниці"

| Храм ікони Божої Матері "Почаївської"                       |            | Таромське, пров. Івана Сохача, 30-А                                       |                                  |              |       |          |
| Храм Успіння Пресвятої Богородиці                           |            | вул. Канатна, 84                                                          |                                  |              |       |          |
| Храм Святої великомучениці Катерини                         |            | вул. Незалежності, 29-3 (СМСЧ № 6)                                        |                                  |              |       |          |
| Храм Святого Спиридона Тримифунтського                      |            | просп. Слобожанський, 96-А (Інститут Гастроентерології)                   |                                  |              |       |          |
| Храм Святого Апостола Андрія Первозванного                  |            | Набережна Перемоги, 59-А                                                  |                                  |              |       |          |
| Каплиця Дванадцяти Апостолів                                |            | вул. Надії Алексєєнко, 21 (Міжрегіональна академія управління персоналом) |                                  |              |       |          |
| Храм Святого великомученика і цілителя Пантелеймона         |            | вул. Новоорловська, 15                                                    |                                  |              |       |          |

#### Українська православна церква[1]
- Управління Дніпропетровської єпархії УПЦ  (вул. Михайла Грушевського, 4-А)
- Свято-Троїцький Кафедральний собор (площа Героїв Майдану, 7)
- Свято-Благовіщенський храм Олександра Невського (вул. Робітнича, 3-Б)
- Свято-Духівський храм (Шевченко, вул. Кадрова, 66)
- Свято-Іллінський храм (Мирне, вул. Сурсько-Литовська, 15)
- Свято-Миколаївський собор (Брянська церква) (просп. Сергія Нігояна, 66)
- Свято-Миколаївський храм (Близнюківський узвіз, 2-А)
- Свято-Миколаївський храм (вул. Федора Вовка, 31)
- Свято-Миколаївський храм (вул. Фортечна, 108)
- Свято-Миколаївський храм (Стара Ігрень, вул. Виробнича, 4-А)
- Свято-Пантелеймонівський храм (вул. Панікахи, 13)
- Свято-Покровський храм (вул. Клубна, 36)
- Свято-Покровський храм (Одинківка, вул. Максима Рильського, 65-А)
- Свято-Покровський храм (Таромське, вул. Мостова, 51)
- Свято-Симеонівський храм (мкрн. Західний, вул. Ближня)
- Свято-Троїцький храм (вул. Передова, 530-Г)
- Свято-Трьохсвятительський храм (вул. Юридична, 1)
- Свято-Успенський собор (Успенська площа, 16)
- Свято-Успенський храм (Діївка-2, вул. Степова, 5)
- Спасо-Преображенський кафедральний собор (Соборна площа, 1)
- Спасо-Преображенський храм (вул. Широка, 227)
- Храм Великомучениці Параскеви (вул. Квартальна, 28)
- Храм Вознесіння Господнього (Таромське, вул. Таромська)
- Храм Всемилостивого Спаса та Пресвятої Богородиці (вул. Героїв Крут, 17-Б)
- Храм ікони Божої Матері "В печалях та радостях розрада" (вул. Мандриківська, 113)
- Храм ікони Божої Матері "Віфлеємської" РПЦ (вул. Новосамарська, 6)
- Храм ікони Божої Матері "Втіхи і Розради" (пров. Феодосія Макаревського, 1-А)[2]
- Храм ікони Божої Матері "Іверської" (вул. Семафорна, 60)
- Храм ікони Божої Матері «Розчулення» і преподобного Серафима Саровського (просп. Мануйлівський, 31-Л)
- Храм ікони Божої Матері «Святогірської» (вул. Недєліна, 1-В)
- Храм ікони Божої Матері "Скоропослушниці"Храм ікони Божої Матері "Скоропослушниці" (вул. Універсальна, 21)
- Храм ікони Божої Матері Смоленської «Одигітрія» (Діївка-2, вул. Преси, 2-А)
- Храм ікони Божої Матері "Споручниця грішних" (Придніпровський, вул. Електрична, 15-Л, міська лікарня №12)
- Храм-каплиця преподобного Сергія Радонезького (вул. Березинська, 55-А, Новоклочківський цвинтар)
- Храм матері раби Божої Марії Миколаївни Манзар (Таромське, вул. Академіка Павлова)
- Храм Покрови Пресвятої Богородиці полку "Дніпро-1" (вул. Лешко-Попеля, 14-А)
- Храм Рівноапостольних Костянтина та Олени (вул. Інгульська, 320-А)
- Храм Різдва Пресвятої Богородиці (вул. Прогресивна, 4)
- Храм Святителя Іоанна Золотоуста (вул. Верхня, 11)
- Храм Святителя Луки (Войно-Ясенецького) (вул. Князя Володимира Великого, 28, кардіоцентр)
- Храм Святителя Миколая (вул. Монастирський острів, 1)
- Храм Святих Першоверховних Апостолів Петра і Павла (вул. Зональна, 17)
- Храм Святих царствених мучеників і страстотерпців  (Нова Ігрень, вул. Гайова, 53)
- Храм Святого Апостола Андрія Першозванного (просп. Миру, 81)
- Храм Святого Апостола і євангеліста Іоанна Богослова (вулиця Тероборони, 34-Д)
- Храм Святого Апостола і євангеліста Іоанна Богослова (Сухачівка, вул. Нарвська, 171)
- Храм Святого Архистратига Божого Михаїла  (просп. Петра Калнишевського, 46)
- Храм Святого Архистратига Божого Михаїла (Старі Кодаки, вулиця Паркова, 23)
- Храм Святого благовірного Великого князя Олександра Невського (просп. Сергія Нігояна, 2-Б)
- Храм Святого благовірного Великого князя Олександра Невського (Нова Ігрень, вул. Адлерська, 29-А)
- Храм Святого Георгія Переможця (вул. Троїцька, 21/1 (сквер Юрія Переможця))
- Храм Святого князя Ігоря (просп. Богдана Хмельницького, Сурсько-Литовське кладовище)
- Храм Святого Миколи Чудотворця (Таромське, вул. Наукова)
- Храм Святого праведного Іоанна Кронштадтського (вул. Спартака, 87)
- Храм Святого преподобного Сергія Радонезького (просп. Богдана Хмельницького, 29-Р)
- Храм Святого Рівноапостольного князя Володимира (просп. Івана Мазепи, 4)
- Храм Святої великомучениці Катерини (вул. Бориса Кротова, 23/1)
- Храм Святої Ксенії Римлянки (Нова Ігрень, вул. Бехтерева, 1 корп. 5, психіатрична лікарня)
- Храм Священномученика Ігнатія Богоносця (пров. Вільний, 10)
- Храм Собору Святого Іоанна Хрестителя (Січеславська Набережна, 27-Д)
- Храм Усіх Святих; Храм Рівноапостольної Ніни просвітительки Грузії (бульвар Слави, 18-А)
- Храм Усіх Святих в землі Російській (Одинківка, вул. Максима Рильського, 65-А)
- Храм Успіння Пресвятої Богородиці (Діївка, вул. Велика Діївська, 457)
- Хрестовоздвиженський храм (вул. Метробудівська, 9)

#### Монастирі
- Знаменський жіночий монастир Святителя Миколая Чудотворця (вул. Філософська, 12)
- Свято-Духівський чоловічий монастир (вул. Новошкільна, 20-Д)
- Свято-Тихвинський жіночий монастир (вул. Надії Алексєєнко, 171)

### Українська греко-католицька церква
| Назва                             | Зображення | Адреса                     | Дата спорудження | Архітектор | Стиль | Примітки |
| --------------------------------- | ---------- | -------------------------- | ---------------- | ---------- | ----- | -------- |
| Храм Святого Миколая Чудотворця   |            | вул. Гостомельська, 5      |                  |            |       |          |
| Храм Покрови Пресвятої Богородиці |            | вул. Андрея Шептицького, 8 |                  |            |       |          |

Римо-католицька церква в Україні
| Назва                 | Зображення | Адреса                         | Дата спорудження | Архітектор | Стиль     | Примітки |
| --------------------- | ---------- | ------------------------------ | ---------------- | ---------- | --------- | -------- |
| Костел Святого Йосипа |            | просп. Дмитра Яворницького, 91 | 1877             |            | неоготика |          |

### Вірменська апостольська церква
| Назва                             | Зображення | Адреса            | Дата спорудження | Архітектор                                      | Стиль | Примітки                                     |
| --------------------------------- | ---------- | ----------------- | ---------------- | ----------------------------------------------- | ----- | -------------------------------------------- |
| Церква Святого Григора Лусаворича |            | вул. Львівська,13 | 2003-2018        | Варужан Айрапетян, Хачік Даніелян, Самвел Макян |       | Найбільший у Східній Європі вірменський храм |

### Протестантизм
| Назва                                                             | Зображення | Адреса                           | Дата спорудження | Архітектор | Стиль | Примітки |
| ----------------------------------------------------------------- | ---------- | -------------------------------- | ---------------- | ---------- | ----- | -------- |
| Церква християн-адвентистів сьомого дня                           |            | вул. Подєбрадська, 63            |                  |            |       |          |
| Церква християн-адвентистів сьомого дня                           |            | вул. Якова Острянина, 73         |                  |            |       |          |
| Духовний Центр церкви Адвентистів сьомого дня                     |            | вул. Алли Горської, 46-48        |                  |            |       |          |
| Церква "Двері у Небо"                                             |            | вул. Робоча, 152                 |                  |            |       |          |
| Церква християн віри євангельської "Двері у Небо"                 |            | вул. Данила Галицького, 20       |                  |            |       |          |
| Християнська церква "Жива Віра"                                   |            | вул. Дзеркальна, 64-А            |                  |            |       |          |
| Християнська церква "Ковчег"                                      |            | Донецьке шосе, 19-Г              |                  |            |       |          |
| Християнська церква "Преображення"                                |            | вул. Старокозацька, 58           |                  |            |       |          |
| Церква Ісуса Христа                                               |            | просп. Героїв, 14-А              |                  |            |       |          |
| Церква "Божий Ковчег"                                             |            | вул. Київська, 1-Ц               |                  |            |       |          |
| Церква "Джерело Життя"                                            |            | вул. Князя Ярослава Мудрого, 68  |                  |            |       |          |
| Євангельська християнська церква "Благодать"                      |            | вул. Академіка Белелюбського, 14 |                  |            |       |          |
| Дім молитви для всіх народів                                      |            | пров. Аптекарський, 6-Б          |                  |            |       |          |
| Релігійна община "Блага Вість" (Харизматична Християнська Церква) |            | вул. Кавалерійська, 9-А          |                  |            |       |          |
| Духовний центр "Відродження"                                      |            | вул. Робоча, 23-Г                |                  |            |       |          |
| Незалежна церква християн-баптистів "Відродження"                 |            | вул. Володимира Антоновича, 71   |                  |            |       |          |
| Незалежна баптистська церква "Східна Брама"                       |            | просп. Дмитра Яворницького, 20   |                  |            |       |          |
| Центральна церква Євангельських християн-баптистів                |            | вул. Українська, 39              |                  |            |       |          |
| Церква євангельських християн-баптистів                           |            | Таромське, вул. Робоча, 2        |                  |            |       |          |
| Церква "Світло Євангелія"                                         |            | вул. Старочумацька, 39           |                  |            |       |          |

#### Лютеранство
| Назва                                         | Зображення | Адреса                          | Дата спорудження | Архітектор | Стиль | Примітки |
| --------------------------------------------- | ---------- | ------------------------------- | ---------------- | ---------- | ----- | --- |
| Євангелічно-лютеранський храм Святої Катерини |            | просп. Дмитра Яворницького, 103 | 1865-1866        | К.Л.Вільке |       | Кірху зачинено у 1933 р. У 1941-1943 рр. було відновлено богослужіння. У 1943-1975 рр. тут працював Обласний архів, а згодом один з відділів Обласної бібліотеки. 1990 р. будинок повернуто лютеранській громаді. |
| Євангелічна Лютеранська церква "Жива Вода"    |            | вул. Новоорловська, 16-Д        |                  |            |       | |

### Свідки Єгови
| Назва                     | Зображення | Адреса                   | Дата спорудження | Архітектор | Стиль | Примітки |
| ------------------------- | ---------- | ------------------------ | ---------------- | ---------- | ----- | -------- |
| Зал Царства Свідків Єгови |            | вул. Звенигородська, 47  |                  |            |       |          |
| Зал Царства Свідків Єгови |            | вул. Тісна, 10           |                  |            |       |          |
| Зал Царства Свідків Єгови |            | Воздвиженський узвіз, 10 |                  |            |       |          |
| Зал Царства Свідків Єгови |            | вул. Тбіліська, 13-А     |                  |            |       |          |

### Церква Ісуса Христа Святих останніх днів
| Назва      | Зображення | Адреса                            | Дата спорудження | Архітектор | Стиль | Примітки |
| ---------- | ---------- | --------------------------------- | ---------------- | ---------- | ----- | -------- |
| Дім зборів |            | просп. Дмитра Яворницького, 115-А |                  |            |       |          |

## Юдаїзм
| Назва                   | Зображення | Адреса                        | Дата спорудження | Архітектор | Стиль                                    | Примітки             |
| ----------------------- | ---------- | ----------------------------- | ---------------- | ---------- | ---------------------------------------- | -------------------- |
| Золота Роза             |            | вул. Шолом-Алейхема, 4        | 1800-1852        |            | класична архітектура, модерн і класицизм | 2000 - реконструкція |
| Мала синагога           |            | вул. Михайла Коцюбинського, 7 |                  |            |                                          |                      |
| Синагога "Шлях молитви" |            | вул. Європейська, 9           |                  |            |                                          |                      |

## Іслам
| Назва                               | Зображення | Адреса                 | Дата спорудження              | Архітектор | Стиль                    | Примітки                             |
| ----------------------------------- | ---------- | ---------------------- | ----------------------------- | ---------- | ------------------------ | ------------------------------------ |
| Дніпровська міська мечеть           |            | вул. Криворізька, 60-а | 2023                          |            |                          | Духовне управління мусульман України |
| Ісламський духовно-культурний центр |            | вул. Херсонська, 3     | Перебуває у стані відновлення |            | Кримськотатарський стиль | Духовне управління мусульман Криму   |

## Індуїзм
| Назва                       | Зображення | Адреса               | Дата спорудження | Архітектор | Стиль | Примітки                                |
| --------------------------- | ---------- | -------------------- | ---------------- | ---------- | ----- | --------------------------------------- |
| Храм Нью Пурушоттама Кшетра |            | Ярмарковий узвіз, 39 |                  |            |       | Міжнародне Товариство Свідомості Крішни |

## Колишні та зруйновані храми
- Воскресенська (Цвинтарна) церква
- Нова військова церква
- Свято-Лазарівська церква
- Стара військова церква
- Храм Покрови Пресвятої Богородиці
- Хрестовоздвиженська (Архієрейська) церква
- Церква Вознесіння Господнього (Казанська церква)
- Чечелівська церква